# نهمین اجلاس بریکس
نهمین اجلاس بریکس (انگلیسی: 9th BRICS summit) نشست سالانه رهبران کشورهای عضو گروه بریکس بود که در چین برگزار شد.

## شرکت کنندگان
| کشورهای عضو بریک دولت و رهبر میزبان در جدول برجسته نشان داده شده‌اند. |               |                  |           |
| کشور                                                                 | کشور          | نماینده          | عنوان     |
| برزیل                                                                | برزیل         | میشل تمر         | رئیس‌جمهور |
| روسیه                                                                | روسیه         | ولادیمیر پوتین   | رئیس‌جمهور |
| هند                                                                  | هند           | نارندرا مودی     | نخست‌وزیر  |
| چین                                                                  | چین           | شی جین پینگ      | رئیس‌جمهور |
| آفریقای جنوبی                                                        | آفریقای جنوبی | جاکوب زوما       | رئیس‌جمهور |
| میهمانان                                                             |               |                  |           |
| کشور                                                                 | کشور          | نماینده          | عنوان     |
| مصر                                                                  | مصر           | عبدالفتاح سیسی   | رئیس‌جمهور |
| گینه                                                                 | گینه          | آلفا کنده        | رئیس‌جمهور |
| مکزیک                                                                | مکزیک         | انریکه پنیا نیتو | رئیس‌جمهور |
| تاجیکستان                                                            | تاجیکستان     | امامعلی رحمان    | رئیس‌جمهور |
| تایلند                                                               | تایلند        | پرایوت چان-او-چا | نخست‌وزیر  |

## گالری تصاویر

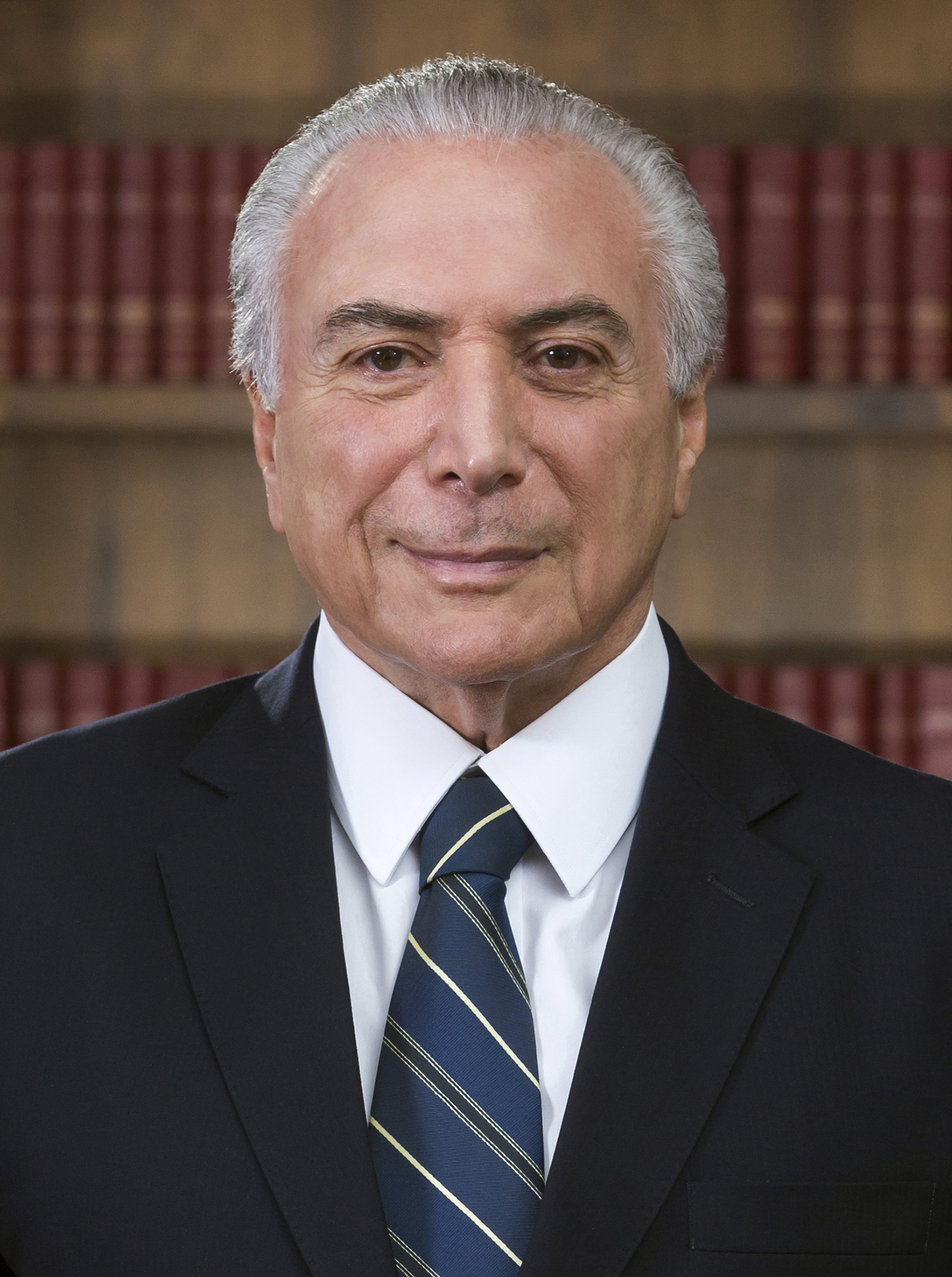
BRA میشل تمر، رئیس‌جمهور
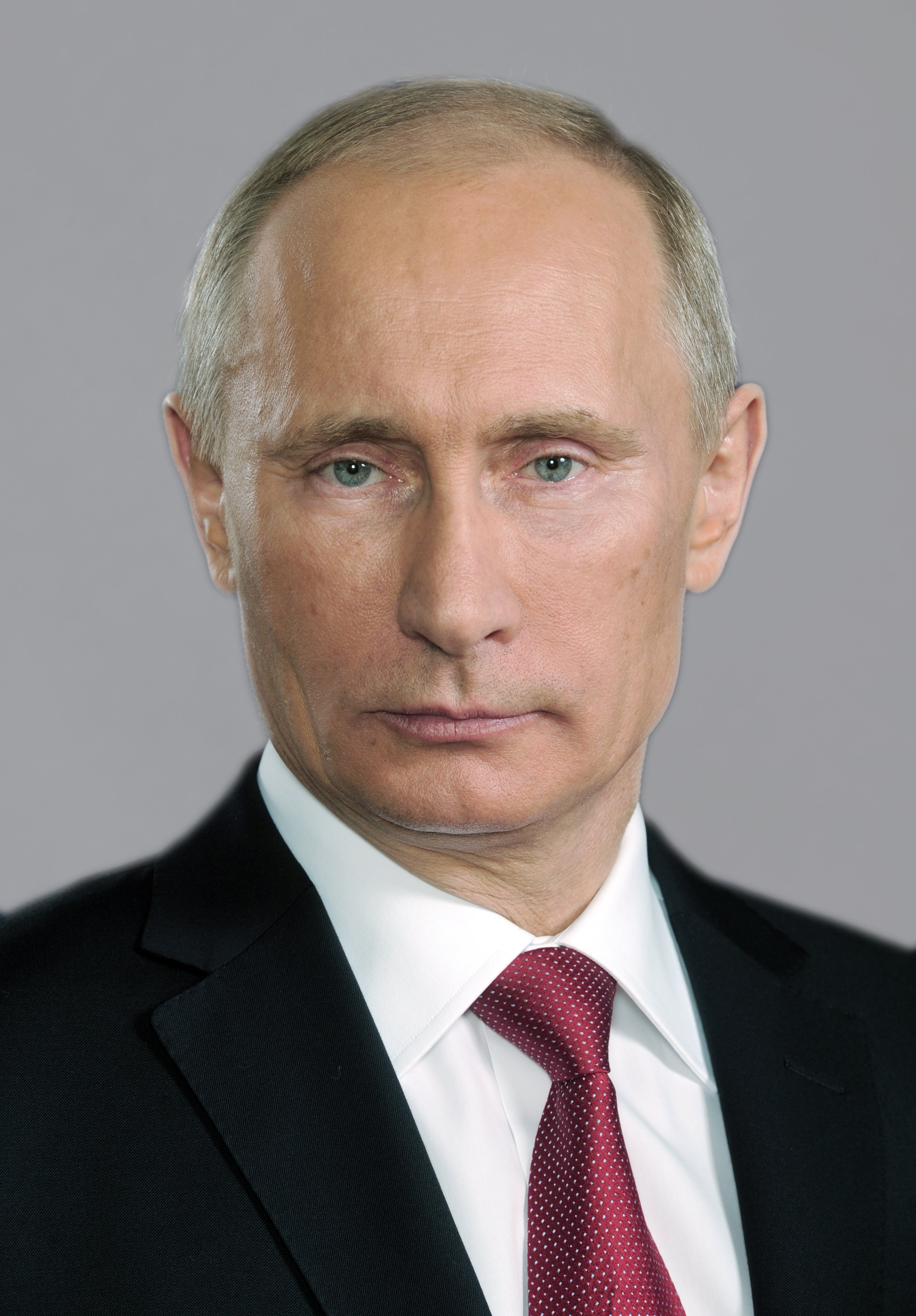
RUS ولادیمیر پوتین، رئیس‌جمهور
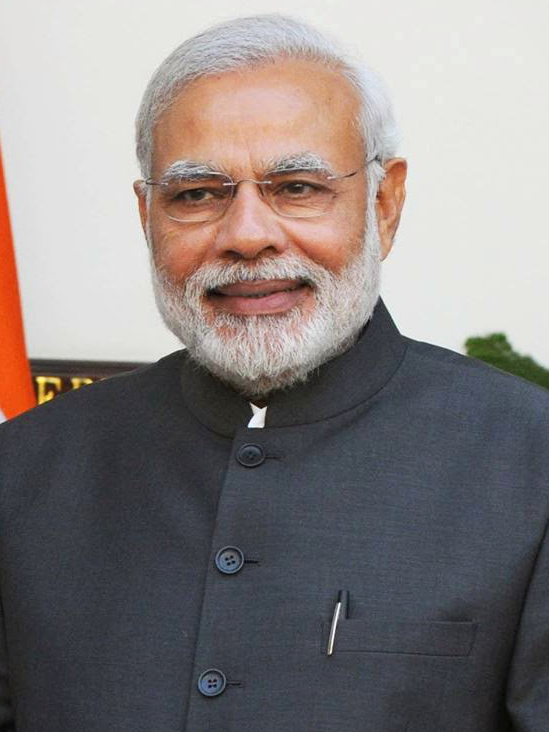
IND نارندرا مودی، نخست‌وزیر
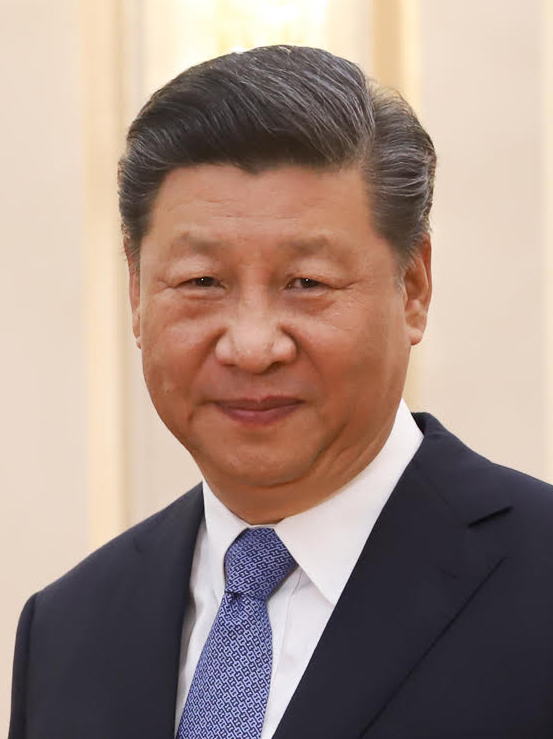
CHN شی جین پینگ، رئیس‌جمهور (میزبان)
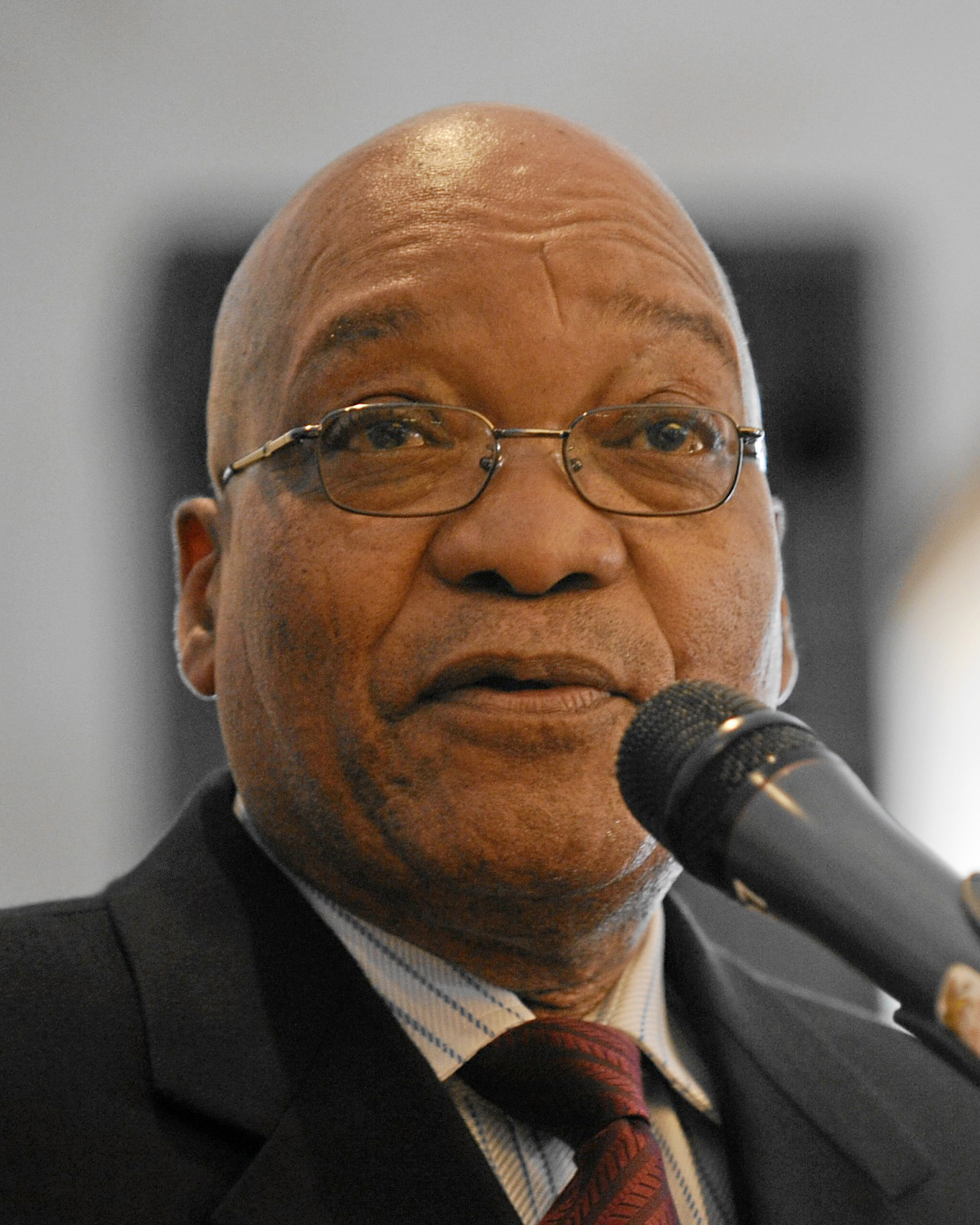
SAF جاکوب زوما، رئیس‌جمهور

- برزیل
میشل تمر، رئیس‌جمهور
- روسیه
ولادیمیر پوتین، رئیس‌جمهور
- هند
نارندرا مودی،  نخست‌وزیر
- چین
شی جین پینگ، رئیس‌جمهور (میزبان)
- آفریقای جنوبی
جاکوب زوما، رئیس‌جمهور